# Antikapitalistische Linke
Die Antikapitalistische Linke (AKL) ist eine im März 2006 gegründete politische Strömung innerhalb der Partei Die Linke, die antikapitalistische, antimilitaristische und parlamentarismuskritische Positionen vertritt. Sie wird dem linken Flügel der Partei zugerechnet. Die Gruppe sieht den Kapitalismus als Ursache für Kriege, Armut und Umweltzerstörung an und setzt sich für eine Auflösung der NATO sowie die Abschaffung der Bundeswehr ein. Das Bundesamt für Verfassungsschutz (BfV) ordnet die AKL dem Linksextremismus zu, weil sie einen „grundsätzlichen Systemwechsel“ sowie die Überwindung der bestehenden kapitalistischen Gesellschaftsordnung durch einen „Bruch mit den kapitalistischen Eigentumsstrukturen“ fordere. Sie verfügte nach Angaben des BfV 2019 über 933 Mitglieder.

## Geschichte
Erstunterzeichner des im März 2006 lancierten Aufrufs zur Gründung der Antikapitalistischen Linken waren u. a.: Sahra Wagenknecht, Nele Hirsch, Tobias Pflüger, Eva Bulling-Schröter, Sevim Dagdelen, Lutz Heilmann, Ulla Jelpke, Heike Hänsel, Elke Reinke, Rainer Spilker (Parteivorstand WASG), Marco Röhring (WASG-Landesverband NRW), Susanne Hennig, Torsten Koplin (Parteivorstand Linkspartei), Barbara Borchardt, Birgit Schwebs, Gerhard Bartels, Volker Külow, Klaus Bartl, Dietmar Pellmann, Antje Brose (solid, Parteivorstand Linkspartei), Frederico Elwing (Bundessprecher solid). Die Gründung wurde 2006 vollzogen.
Seit 2012 ist die Antikapitalistische Linke als Bundesarbeitsgemeinschaft in der Partei Die Linke organisiert.

## Ausrichtung
Zu den Forderungen der Antikapitalistischen Linken zählen die massive Besteuerung von Reichtum, Antimilitarismus, eine deutliche Arbeitszeitverkürzung bei vollem Lohnausgleich, Ausbau von Grund- und Freiheitsrechten statt Repression und Diskriminierung, der Verzicht auf weitere Privatisierungen, die Beendigung von „Bildungsprivilegien“ und die Bekämpfung der Massenarbeitslosigkeit.
Weiterhin setzt sich die AKL für die „Beendigung der Militarisierung der deutschen und EU-Außenpolitik“ sowie die Auflösung der NATO ein. Sie fordert den Verzicht auf Auslandseinsätze der Bundeswehr. Die Mitgliedschaft steht Parteilosen ebenso offen wie Mitgliedern der Partei Die Linke.
Die AKL vereint in ihren Reihen Linke verschiedener Traditionen: Sozialisten und Kommunisten, die ein eher positives Bild vom „real existierenden Sozialismus“ haben, Trotzkisten, die dem eher kritisch gegenüberstehen, sowie Undogmatische. Grundlage ist ein Aufruf von 2006. In der AKL finden sich laut tagesschau.de „die linken Hardliner, die politischen Kompromissen grundsätzlich kritisch gegenüberstehen und Regierungsbeteiligungen nur unter bestimmten Mindestbedingungen für tragbar halten“.
Im Zusammenhang mit der Kritik an der AKL-nahen Zeitung junge Welt zu deren provokativem Dank für den Mauerbau solidarisierte sich die AKL mit dem Blatt und wies innerparteiliche Boykottaufrufe gegen sie zurück. Verglichen mit anderen Strömungen innerhalb der Linken wie etwa der Kommunistischen Plattform oder dem Marxistischen Forum bewertet die AKL die DDR jedoch deutlich negativer und kritisiert u. a. die dort herrschende „stalinistische Bürokratie“.
Nach der Bundestagswahl 2021 sowie den Wahlen zum Abgeordnetenhaus von Berlin und dem Landtag Mecklenburg-Vorpommern am 26. September 2021, bei der die Partei Die Linke herbe Stimmenverluste hinnehmen musste, kritisierte die AKL die Annäherung jener an SPD und Grüne im Wahlkampf und sprach sich gegen eine Regierungsbeteiligung der Partei aus.
Von Verfassungsschutzbehörden wird die AKL als linksextremistisch eingestuft. So schreibt das Bundesamt für Verfassungsschutz in seinem Jahresbericht 2017, dass die Gruppe „die Überwindung der bestehenden Gesellschaftsordnung“ anstrebe und dazu vor allem die Themengebiete „Antikapitalismus“ und „Antimilitarismus“ betone. In der AKL seien auch Mitglieder der trotzkistischen Vereinigung „Sozialistische Alternative“ aktiv. Der Verfassungsschutz Niedersachsen begründet die Beobachtung der AKL unter anderem damit, dass diese beantragt habe, folgenden Passus in das Bundestagswahlprogramm der Partei Die Linke aufzunehmen: „Ein Zurück zu einem sozialen, regulierten Kapitalismus kann es jedoch auch nicht geben, dies macht eine neue, sozialistische Gesellschaftsordnung nicht nur erstrebenswert, sondern für das Überleben der menschlichen Zivilisation erforderlich.“

## Struktur
Dem Bundessprecherrat der AKL gehören Marion Morassi, Inge Höger, Ingrid Jost, Jürgen Aust, Thies Gleiss und Lukas Eitel an. Zudem tagt regelmäßig der Länderrat, in dem Delegierte aus jedem Bundesland vertreten sind. Seit 2024 ist die AKL mit Thies Gleiss und Nina Eumann im Bundesvorstand der Linken vertreten.

## Kontroversen
Anfang 2020 kam es zu einem Eklat um eine Wortmeldung von Tim Fürup (zu diesem Zeitpunkt Bundessprecher der Antikapitalistischen Linken) auf einer Strategiekonferenz der Partei:

„Wir müssen diesen parlamentsfixierten Abgeordnetenbetrieb schwächen. [...] Und das machen wir damit, dass wir feststellen, was die Aufgaben einer Linken sind: Staatsknete im Parlament abgreifen. Informationen aus dem Staatsapparat abgreifen. Der Bewegung zuspielen. Den außerparlamentarischen Bewegungen das zuspielen. Und dann braucht man natürlich noch das Parlament als Bühne, weil die Medien sind so geil auf dieses Parlament, das sollten wir doch nutzen.“

Neben seiner Tätigkeit als Bundessprecher war Fürup als wissenschaftlicher Mitarbeiter für eine Gruppe von Bundestagsabgeordneten der Linken tätig, darunter Hubertus Zdebel, Sylvia Gabelmann, Niema Movassat und Tobias Pflüger. Als Reaktion auf seine Äußerungen wurde Fürup auf unbestimmte Zeit beurlaubt. Zdebel und Movassat distanzierten sich gegenüber dem Spiegel von den Aussagen Fürups.
Auf die Wahl von Barbara Borchardt zur Richterin am Landesverfassungsgericht Mecklenburg-Vorpommern durch den Landtag Mecklenburg-Vorpommerns 2020 folgte eine öffentliche Kontroverse über die Frage, ob ein Mitglied der vom Bundesamt für Verfassungsschutz als linksextremistisch eingestuften und beobachteten Antikapitalistischen Linken das Amt als Verfassungsrichterin ausüben sollte. Der Präsident des Bundesamts für Verfassungsschutz, Thomas Haldenwang, bezeichnete es vor dem Parlamentarischen Kontrollgremium des Deutschen Bundestages als „unerträglich, wenn ein prominentes Mitglied der erwiesen linksextremistischen Organisation ‚Antikapitalistische Linke‘ (AKL) Mitglied eines Verfassungsgerichtshofes wird.“